# Чоловіча Європейська волейбольна ліга
Євроліга — щорічне 
змагання серед волейбольних збірних, що проводиться під егідою Європейської конфедерації волейболу (CEV). З 2004 року проводяться змагання для чоловічих команд.

## Історія
Вперше змагання з волейболу під назвою «Євроліга» серед чоловічих і жіночих збірних пройшли з грудня 1997 по липень 1999 року в рамках відбіркового турніру до чемпіонату Європи-1999. І у чоловіків, і у жінок турнір пройшов за однаковим регламентом: найсильніші збірні увійшли в дивізіон «А», де були розділені на дві групи, в яких ігри проводилися в два кола з роз'їздами. Фінальні змагання турніру проведені не були. Переможцями групових турнірів у чоловіків стали збірні Болгарії та Югославії, у жінок — Польщі та Росії.
На постійній основі серед чоловічих збірних Євроліга проводиться з 2004 року за ініціативи Чехії, Нідерландів, Німеччини та Росії, виключених у кінці сезону-2003 з-поміж учасників Світової ліги. З 2009 року проводяться змагання і для жіночих команд. Євроліга є не тільки самостійним престижним турніром, але і служить важливим етапом підготовки команд до головним волейбольним змагань — чемпіонатів Європи та світу, Олімпійських ігор.
Регламент змагань у чоловіків, за винятком турніру 2014 року, включає групову стадію і фінальний турнір, що проводиться у форматі «фіналу чотирьох» (два півфінали і два фінали — за 1-е і 3-є місця). У 2014 році після групового раунду пройшла серія плей-оф з двох півфінальних та двох фінальних матчів. При цьому переможцем в парах плей-оф виходила команда, яка здобула дві перемоги. Якщо кількість перемог у суперників була рівною, то переможцем оголошувалася команда, яка набрала більше очок в двоматчевій серії (перемоги 3:0 і 3:1 — 3 очки, перемога 3:2 — 2 очка, поразка 2:3 — 1 очко). У разі рівності і цих показників призначався золотий сет. У 2014 році в жіночому турнірі після групового раунду проводилась фінальна серія, а в наступному розіграші — півфінальні та фінальні матчі за описаним вище регламентом.
У 2013 році в турнірі Євроліги був випробуваний новий формат проведення матчів: партії (крім п'ятої) тривали не до 25, а до 21 очка з одним замість двох технічних тайм-аутів (при наборі однієї з команд 12 очок).

## Фінали чотирьох»
| Рік  | Місто                             | Переможець                        | Результат                         | Фіналіст                          | 3-є місце                         | Результат                         | 4-е місце                         |
| ---- | --------------------------------- | --------------------------------- | --------------------------------- | --------------------------------- | --------------------------------- | --------------------------------- | --------------------------------- |
| 2004 | Опава                             | Чехія                             | 3:1                               | Росія                             | Нідерланди                        | 3:1                               | Німеччина                         |
| 2005 | Казань                            | Росія                             | 3:0                               | Фінляндія                         | Іспанія                           | 3:1                               | Туреччина                         |
| 2006 | Ізмір                             | Нідерланди                        | 3:1                               | Хорватія                          | Греція                            | 3:2                               | Туреччина                         |
| 2007 | Портіман                          | Іспанія                           | 3:2                               | Португалія                        | Словаччина                        | 3:1                               | Словенія                          |
| 2008 | Бурса                             | Словаччина                        | 3:1                               | Нідерланди                        | Туреччина                         | 3:2                               | Німеччина                         |
| 2009 | Портіман                          | Німеччина                         | 3:2                               | Іспанія                           | Португалія                        | 3:0                               | Словаччина                        |
| 2010 | Гвадалахара                       | Португалія                        | 3:1                               | Іспанія                           | Туреччина                         | 3:2                               | Румунія                           |
| 2011 | Кошиці                            | Словаччина                        | 3:2                               | Іспанія                           | Словенія                          | 3:0                               | Румунія                           |
| 2012 | Анкара                            | Нідерланди                        | 3:2                               | Туреччина                         | Іспанія                           | 3:1                               | Словаччина                        |
| 2013 | Мармарис                          | Бельгія                           | 3:0                               | Хорватія                          | Чехія                             | 3:1                               | Туреччина                         |
| 2014 | Салоніки Будва                    | Чорногорія                        | 3:2, 3:1                          | Греція                            | Північна Македонія Словенія       |                                   | —                                 |
| 2015 | Валбжих                           | Словенія                          | 3:0                               | Північна Македонія                | Польща                            | 3:0                               | Естонія                           |
| 2016 | Варна                             | Естонія                           | 3:0                               | Північна Македонія                | Австрія                           | 3:0                               | Болгарія                          |
| 2017 | Гентофте                          | Україна                           | 3:1                               | Північна Македонія                | Швеція                            | 3:1                               | Данія                             |
| 2018 | Карлові Вари                      | Естонія                           | 3:0                               | Чехія                             | Туреччина                         | 3:2                               | Португалія                        |
| 2019 | Таллінн                           | Туреччина                         | 3:0                               | Білорусь                          | Нідерланди                        | 3:0                               | Естонія                           |
| 2020 | Скасовано через пандемію COVID-19 | Скасовано через пандемію COVID-19 | Скасовано через пандемію COVID-19 | Скасовано через пандемію COVID-19 | Скасовано через пандемію COVID-19 | Скасовано через пандемію COVID-19 | Скасовано через пандемію COVID-19 |
| 2021 | Кортрейк                          | Туреччина                         | 3:1                               | Україна                           | Естонія                           | 3:0                               | Бельгія                           |
| 2022 | Вараждин                          | Чехія                             | 3:1                               | Туреччина                         | Хорватія                          | 3:2                               | Україна                           |
| 2023 | Задар                             | Туреччина                         | 3:2                               | Україна                           | Хорватія                          | 3:0                               | Чехія                             |
| 2024 | Осієк                             | Україна                           | 3:1                               | Хорватія                          | Чехія                             | 3:2                               | Естонія                           |
| 2025 | Брно                              | Фінляндія                         | 3:1                               | Чехія                             | Ізраїль                           | 3:1                               | Греція                            |

## Медальний залік
| Місце               | Країна              | Золото | Срібло | Бронза | Загалом |
| ------------------- | ------------------- | ------ | ------ | ------ | ------- |
| 1                   | Туреччина           | 3      | 2      | 3      | 8       |
| 2                   | Чехія               | 2      | 2      | 2      | 6       |
| 3                   | Україна             | 2      | 2      | 0      | 4       |
| 4                   | Нідерланди          | 2      | 1      | 2      | 5       |
| 5                   | Естонія             | 2      | 0      | 1      | 3       |
| 5                   | Словаччина          | 2      | 0      | 1      | 3       |
| 7                   | Іспанія             | 1      | 3      | 2      | 6       |
| 8                   | Португалія          | 1      | 1      | 1      | 3       |
| 9                   | Росія               | 1      | 1      | 0      | 2       |
| 9                   | Фінляндія           | 1      | 1      | 0      | 2       |
| 11                  | Словенія            | 1      | 0      | 2      | 3       |
| 12                  | Бельгія             | 1      | 0      | 0      | 1       |
| 12                  | Німеччина           | 1      | 0      | 0      | 1       |
| 12                  | Чорногорія          | 1      | 0      | 0      | 1       |
| 15                  | Хорватія            | 0      | 3      | 2      | 5       |
| 16                  | Північна Македонія  | 0      | 3      | 1      | 4       |
| 17                  | Греція              | 0      | 1      | 1      | 2       |
| 18                  | Білорусь            | 0      | 1      | 0      | 1       |
| 19                  | Ізраїль             | 0      | 0      | 1      | 1       |
| 19                  | Австрія             | 0      | 0      | 1      | 1       |
| 19                  | Польща              | 0      | 0      | 1      | 1       |
| 19                  | Швеція              | 0      | 0      | 1      | 1       |
| Загалом (22 збірні) | Загалом (22 збірні) | 21     | 21     | 22     | 64      |

## MVP
- 2004 -  Петр Платеник
- 2005 -  Павло Абрамов
- 2006 -  Гвідо Гертцен
- 2007 -  Гільєрмо Фаласка
- 2008 -  Мартин Сопко
- 2009 -  Йохен Шепс
- 2010 -  Валдір Секейра
- 2011 -  Томаш Кметь
- 2012 -  Емре Батур
- 2013 -  Брам ван ден Дріс
- 2014 -  Мілош Чулафич
- 2015 -  Деян Вінчич
- 2016 -  Роберт Техт
- 2017 -  Максим Дрозд
- 2018 -  Рене Теппан
- 2019 -  Арслан Екші
- 2020 - Турнір скасовано
- 2021 -  Адіс Лаґумджія
- 2022 -  Ян Галабов
- 2023 -  Каан Гюрбюз
- 2024 -  Євгеній Кісілюк
- 2025 -  Йоонас Йокела